# 강구남
강구남(姜求南, 1987년 7월 31일~)은 대한민국의 전 축구 선수이며 포지션은 공격수였다.
경희대학교를 거친 후 K리그의 대전 시티즌과 광주 상무 소속으로 뛰었다.
2011년 6월 17일, 승부조작 사건 이후 공범자들과 함께 한국프로축구연맹에서 제명되었다.